# Campeonato Mundial de Gimnasia Artística de 1994 (II)
El XXX Campeonato Mundial de Gimnasia Artística se celebró en Dortmund (Alemania) entre el 15 y el 20 de noviembre de 1994 bajo la organización de la Federación Internacional de Gimnasia (FIG) y la Federación Alemana de Gimnasia.
Solo se efectuó el concurso general por equipos (masculino y femenino), las competiciones individuales se desarrollaron en Brisbane (Australia) entre el 19 y el 24 de abril.

## Resultados

### Masculino
| Evento               | Oro | Plata | Bronce |
| -------------------- | --- | --- | --- |
| Concurso por equipos | China Fan Hongbin Guo Linyao Huang Huadong Huang Liping Li Dashuang Li Xiaoshuang Li Jing 283,333 pts. | Rusia Evgeni Chabaev Evgeni Joukov Dmitri Karbanenko Alexei Nemov Dmitri Trush Dmitri Vasilenko Alexei Voropaev 282,158 pts. | Ucrania · Rustam Charipov · Yuri Ermakov · Igor Korobchinski · Vitaly Marinich · Grigori Misutin · Vladimir Shamenko · Andrei Stepanchenko · 281,086 pts. |

### Femenino
| Evento               | Oro | Plata | Bronce |
| -------------------- | --- | --- | --- |
| Concurso por equipos | Rumania Lavinia Milosovici Gina Gogean Simona Amanar Daniela Maranduca Claudia Presacan Nadia Hatagan Ionela Loaies 195,847 pts. | Estados Unidos Dominique Dawes Kerri Strug Amanda Borden Jaycie Phelps Amy Chow Larissa Fontaine Shannon Miller 194,645 pts. | Rusia Svetlana Khorkina Dina Kochetkova Elena Lebedeva Oksana Fabrichnova Elena Grosheva Evgenia Roschina Natalia Ivanova 194,546 pts. |

## Medallero
| Núm. | País           | Oro | Plata | Bronce | Total |
| ---- | -------------- | --- | ----- | ------ | ----- |
| 1    | China          | 1   | 0     | 0      | 1     |
| 2    | Rumania        | 1   | 0     | 0      | 1     |
| 3    | Rusia          | 0   | 1     | 1      | 2     |
| 4    | Estados Unidos | 0   | 1     | 0      | 1     |
| 5    | Ucrania        | 0   | 0     | 1      | 1     |
|      | TOTAL          | 2   | 2     | 2      | 6     |